# Haliestes
Haliestes foi um gênero de aranha-do-mar que viveu durante o período Siluriano na Inglaterra.

## Descrição
Em 2023, foram encontrados novos fósseis de Haliestes, que comprovam um dimorfismo sexual ínfimo e o estilo de vida nectobentônico do gênero.